# Gorrion
Gorrion is een Spaans historisch merk van motorfietsen.
De firmanaam was Motocicletas Gorrion, Barcelona
Gorrion produceerde van 1952 tot 1955 lichte motorfietsjes met 49- tot 174 cc Sachs-motoren.